# Jorge de Sá
Luís Jorge Frederico de Sá (Rio de Janeiro, 30 de agosto de 1987) é um ator brasileiro, empresário, filho da cantora Sandra de Sá com o compositor Tom Saga.
Seu padrinho de batismo foi o cantor Cazuza.
Foi atleta de basquete durante sua juventude, tendo jogado dos 6 aos 19 anos de idade nas categorias de base do Clube de Regatas Flamengo.
Em 2014, interpretou o vilão Matias em Em Família.
Até o começo de 2019, foi comentarista dos jogos da NBA no canal SporTV.
No final de 2018, fundou a empresa DecideAí Digital ao lado de Robin Coelho. Uma empresa de produção e lançamentos digitais que tem em seu catálogo de clientes, o atleta Diego Ribas, o médico Marcio Tannure, a chef Lorena Abreu, o personal trainer Rafael Winicki e o sensei Vinicio Antony.

## Filmografia
Televisão
- 2003 - Malhação.... Mateus
- 2005 - A Lua me Disse.... Jorginho
- 2006 - Páginas da Vida.... Salvador
- 2007 - Conexão Xuxa
- 2010 - Quem se Abstém?
- 2014 - Em Família.... Matias
- 2015 - NBA no SporTV.... Apresentador
- 2017 - Tempo de Amar.... Justino